# Buchforst
Buchforst ist ein rechtsrheinischer Stadtteil von Köln im Bezirk Mülheim.

## Lage
Buchforst grenzt im Osten an den Stadtteil Buchheim, im Süden an den Stadtteil Kalk und im Westen und Norden an Mülheim. Der Grenzverlauf von Buchforst sind im Süden die Bundesstraße 55a und in den restlichen Himmelsrichtungen die Bahntrassen der DB.

## Geschichte
Das namensgebende ehemalige Waldgebiet wurde erst im 20. Jahrhundert nennenswert besiedelt.
Nachdem 1926 die Gemeinnützige Aktiengesellschaft für Wohnungsbau ein 18 Hektar großes Gelände im sogenannten Kalkerfeld erworben hatte, erfolgte dessen Erschließung als Bauland. Nördlich der Karlsruher Straße entstand 1926 bis 1927 die Siedlung Blauer Hof und südlich von 1929 bis 1932 die Weiße Stadt. Die Architekten der Siedlungen, Wilhelm Riphahn und Caspar Maria Grod entwarfen auch die Buchforster katholische Pfarrkirche St. Petrus Canisius.
Erst 1932 folgte die Benennung des gesamten Siedlungsgebietes in Buchforst.
Blauer Hof und die Weiße Stadt wurden 1988 als Gruppendenkmal in die Denkmalliste eingetragen.

## Bevölkerungsstatistik
Struktur der Bevölkerung von Köln-Buchforst (2021):
- Durchschnittsalter der Bevölkerung: 41,4 Jahre (Kölner Durchschnitt: 41,4 Jahre)
- Ausländeranteil: 29,6 % (Kölner Durchschnitt: 19,3 %)
- Arbeitslosenquote: 14,1 % (Kölner Durchschnitt: 8,6 %)

## Verkehr
- 1986 wurde mit dem Bau des Bahnhofs Köln-Buchforst begonnen, der 1990 eröffnet wurde, hier halten die S-Bahn-Linien 6 (Köln-Worringen–Essen) und 11 (Düsseldorf–Bergisch Gladbach).
- Außerdem wird Buchforst von der Stadtbahn-Linie 3 und der Bus-Linie 159 angefahren.
- Es gibt einen Zubringer (B55a) zum Autobahnkreuz Köln-Ost.

## Sehenswertes
- Blauer Hof
- Weiße Stadt

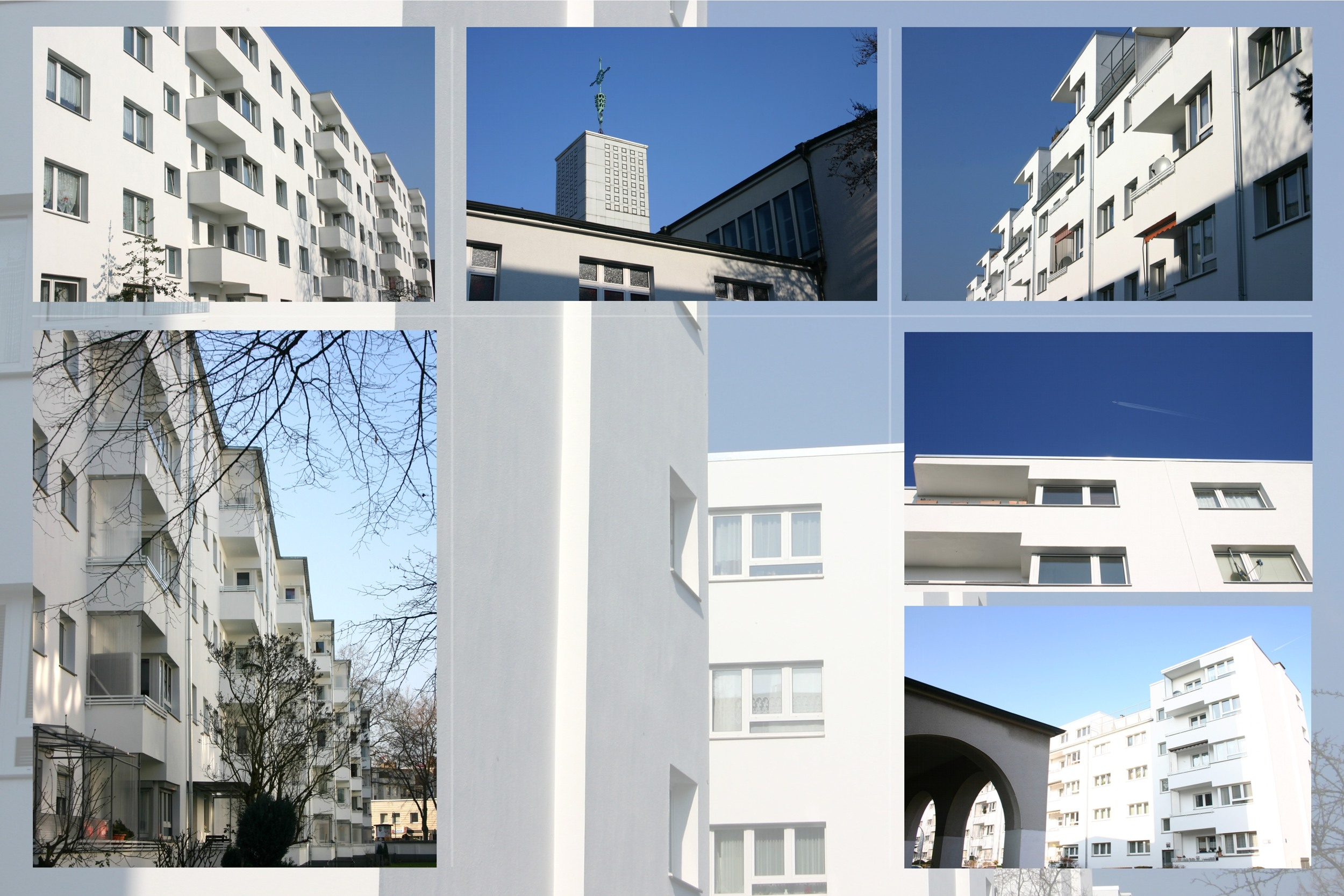
„Weiße Stadt“ Bauhaussiedlung Köln-Buchforst, erbaut 1929–1932

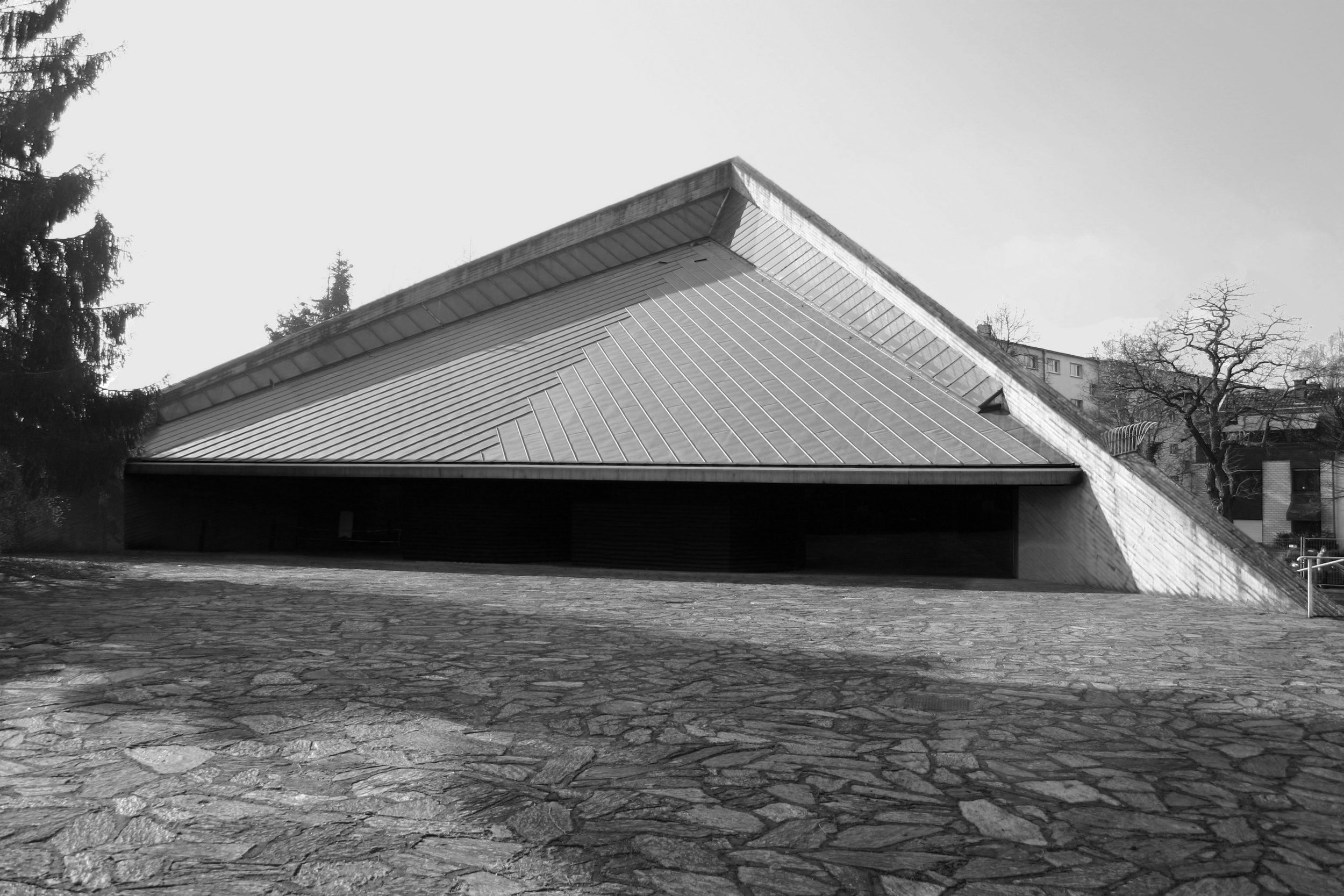
Evangelische Auferstehungskirche, erbaut 1965–1968

- Katholische Pfarrkirche St. Petrus Canisius an der Ecke Cusanusstraße/Voltastraße. Die Kirche wurde 1930/31 von den Architekten Wilhelm Riphahn und Carl Maria Grod als Teil der Weißen Stadt erbaut. Sie ist die einzige Kirche in Köln im Bauhausstil. In den Jahren 1942 bis 1944 wurde die Kirche zerstört. Der Wiederaufbau erfolgte 1948 von den Architekten Professor Dominikus Böhm und Sohn Gottfried Böhm. Die Innenraumausstattung wurde Anfang der 1990er-Jahre durch Maria Schwarz gestaltet. Die Orgel der Fa. Peter/Köln wurde 1968 erbaut und verfügt über 28 Register (II/P) mit elektr. Traktur.
- Evangelische Auferstehungskirche in der Kopernikusstraße. Die Kirche wurde 1965 bis 1967 von Georg Rasch und Winfried Wolsky erbaut und am 2. Oktober 1992 einschließlich zweier Plätze, dessen Pflasterung sich bis in das Kirchengebäude ziehen, unter Denkmalschutz gestellt. Die Kirche ist ein international beachtetes und vielfach veröffentlichtes Beispiel für den Kirchbau der 1960er Jahre. Seit 2012 wird das 2005 aufgegebene Gotteshaus als Begegnungszentrum genutzt.
- Wochenmarkt an der Waldecker Straße (jeden Mittwoch und Samstag von 7:00 bis 13:00 Uhr). Der Wochenmarkt findet bereits seit 1938 statt.
- Denkmäler in Buchforst
- Kalkberg, ein Berg mit Rundumblick über alle rechtsrheinischen Kölner Stadtteile